# Důl Bratrství
Důl Bratrství je bývalý stříbrný a později uranový hlubinný důl v Jáchymově, který od roku 1974 slouží k ukládání přírodních radioizotopů (226Ra, 232Th a ochuzeného uranu).
Původní název dolu byl Štola saských šlechticů. Důl byl zajímavý tím, že těžní jáma Zdař Bůh byla tzv. slepá. To znamená, že neústila až na povrch, ale těžní věž se strojovnou byla v podzemí a vytěžená ruda byla na povrch dopravována vodorovnou štolou.

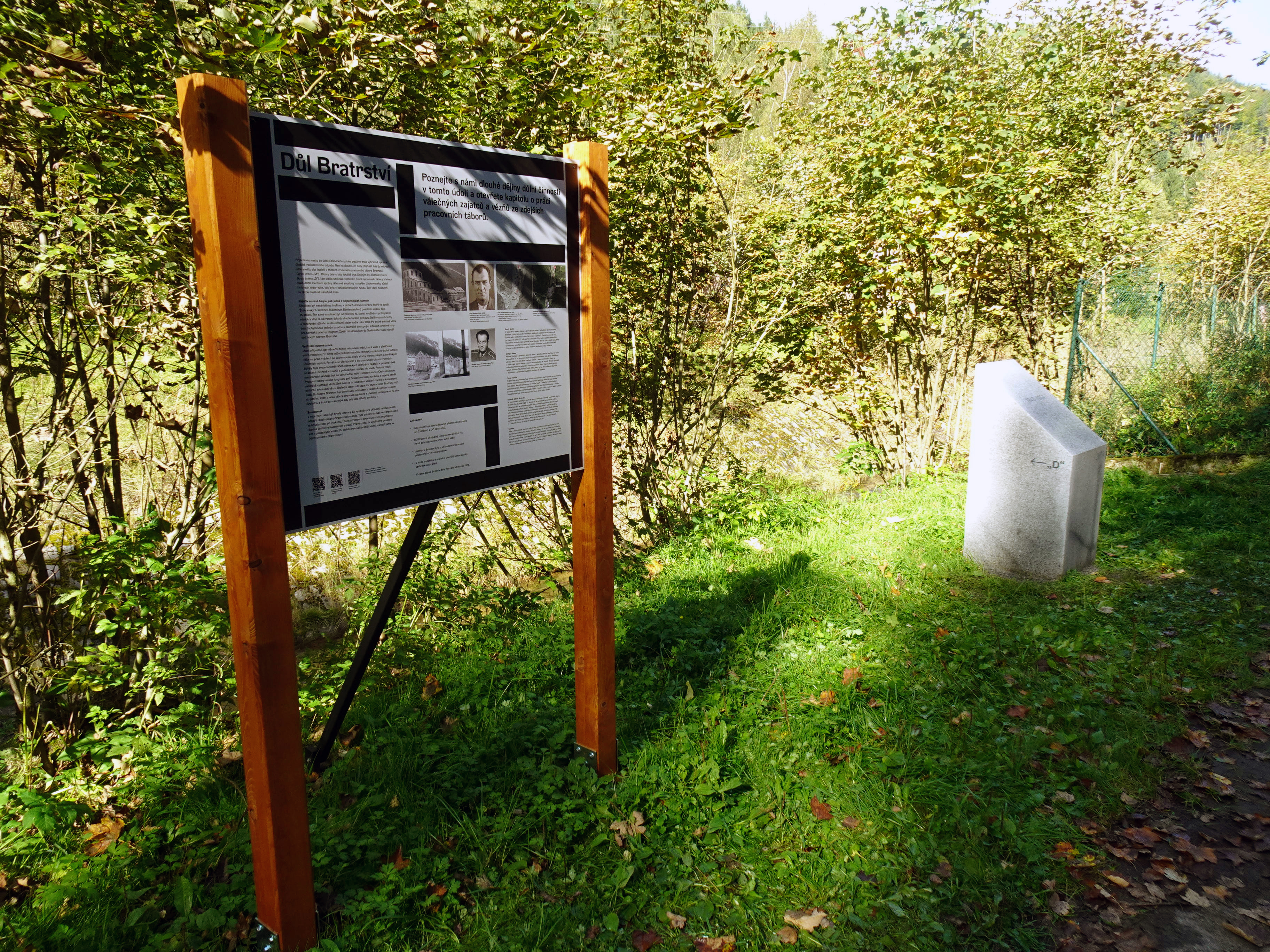
Památník pracovních táborů stojících ve 40.–50. letech v blízkosti dolu Bratrství. Odhalen 2. října 2021.

Důl se nachází u silnice mezi Jáchymovem a lanovkou na Klínovec. Dnes je na jeho místě jednak úložiště radioaktivního materiálu, jednak rekreační středisko. Zatímco úložiště je přímo v nitru dolu (a díky výskytu pouze přírodních radionuklidů relativně bezpečné, vody důlního systému a vody potoka Veseřice jsou monitorovány na obsah radionuklidů se čtvrtletní periodou), rekreační středisko je na místě Ústředního tábora z doby těžby uranových rud. Tento tábor měl krycí označení M a fungoval od 21. února 1950 do 12. června 1954.
První zmínku o dolu najdeme v kronice města v roce 1540. K přejmenování dolu došlo 2. července 1945 na počest pařížské komuny. Ze Štoly saských šlechticů se tak stalo Bratrství a z dolu Werner Rovnost. Pouze Svornost si zachovala své původní jméno.